# Ананьев, Лев Мартемьянович
Лев Мартемьянович Ананьев (31 октября 1926 года, Томск — 12 декабря 1998 года, Томск) — профессор, заведующий кафедрой промышленной и медицинской электроники (1959-1989) Томского политехнического университета (ТПУ). Заслуженный деятель науки и техники РСФСР, Заслуженный профессор ТПУ (1998).

## Биография
Ананьев Лев Мартемьянович родился 31 октября 1926 года в городе Томске в семье служащих. В 1932 году семья с отцом, работающим бухгалтером на Томской железной дороге, переехала в  Новосибирск. Лев Мартемьянович с 1943 года учился на подготовительном отделении Новосибирского института военных инженеров транспорта (НИВИТ). После двух лет учебы в НИВИТе, он в 1945 году перевелся на 2 курс Томского политехнического института. ТПИ он окончил в 1949 году, получив специальность инженера-электрика. По окончании учебы работал в ТПИ последовательно на должностях старшего лаборанта кафедры «Техника высоких напряжений» (ТВН), инженера, начальника лаборатории, ассистента, доцента, заведующий кафедрой промышленной и медицинской электроники.
В 1956 году защитил кандидатскую диссертацию, получил учёную степень кандидата технических наук.  В 1968 году защитил докторскую диссертацию на тему: «Малогабаритные бетатроны», в 1969 году был утвержден в ученом звании профессора. С 1973 по 1977 год работал деканом электрофизического факультета ТПИ. С 1959 по 1989 год возглавлял в ТПИ кафедру промышленной и медицинской электроники.
Область научных интересов: ускорительная техника, разработка индукционных ускорителей-бетатронов, медицинская электроника.
Ананьев был учеником организатора научной школы по ускорителям заряженных частиц профессора А. А. Воробьева (1909-1981), под руководством которого в 1947 году в ТПИ был создан первый малогабаритный бетатрон. Ананьев руководил созданием малогабаритных бетатронов, в 1980-е годы под его руководством формировалось научное направление по контролю органических жидких сред по поверхностному натяжению.
Лев Мартемьянович Ананьев имеет около 70 авторских свидетельств на изобретения, 9 зарубежных и отечественных патентов, является автором около 200 научных статей. В свое время он был организатором первых за Уралом специальностей «Электронно-медицинская аппаратура» и «Промышленная электроника». Под его руководством было защищено 73 кандидатские диссертации.
В ТПИ он вёл курсы: «Электронно-медицинская аппаратура», «Промышленная электроника», «Неразрушающие методы контроля материалов и изделий», «Электрофизические методы обработки материалов».

## Награды и звания
- Орден «Знак Почета» (1971)
- Медаль «За трудовое отличие» (1961)
- Медали ВДНХ
- Заслуженный деятель науки и техники РСФСР